# Amerila rufifemur
Amerila rufifemur là một loài bướm đêm thuộc phân họ Arctiinae, họ Erebidae.